# 30157 Robertspira
30157 Robertspira este un asteroid din centura principală de asteroizi.

## Descriere
30157 Robertspira este un asteroid din centura principală de asteroizi. A fost descoperit pe 5 aprilie 2000 la Socorro, New Mexico, în cadrul proiectului LINEAR. Asteroidul prezintă o orbită caracterizată de o semiaxă mare de 2,46 ua, o excentricitate de 0,19 și o înclinație de 2,8° în raport cu ecliptica.